# خريج

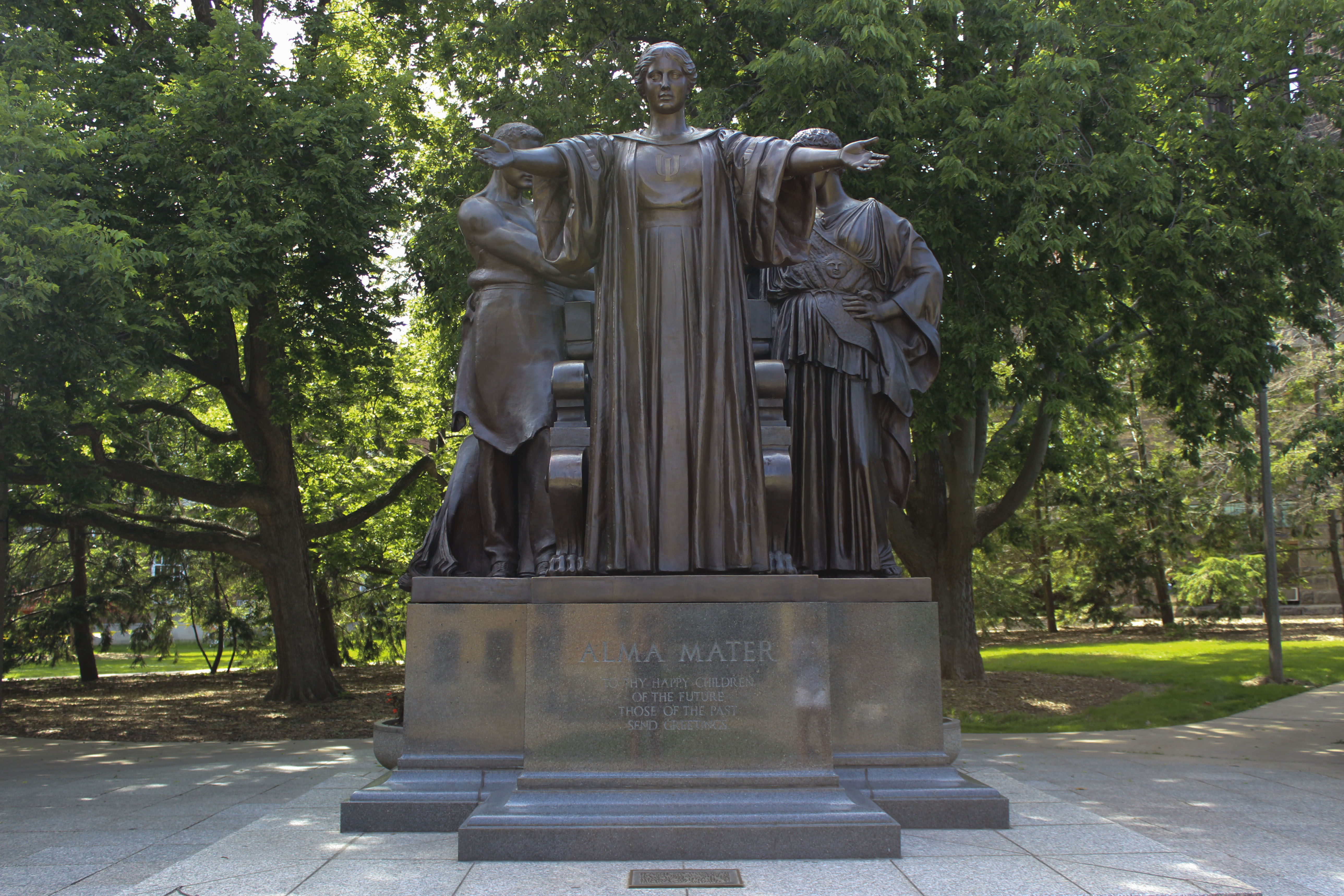

الخِرِّيج هو الطالب السابق، وعادة الذي أنهى دراسته من المدرسة أو الكلية أو الجامعة. الخريج يمكن أن يكون كذلك عضواً سابقاً أو موظفاً سابقاً أو مساهماً سابقاً أو نزيلاً سابقاً.

## الاستخدام
خريج، خريجة، هو طالب سابق وغالبا ما يكون خريجاً من مؤسسة تعليمية (مدرسة، كلية، جامعة).
لم شمل الخريجين هي فعالية شائعة في العديد من المؤسسات التعليمية. وعادة ما يقوم بتنظيمه جمعيات الخريجين وغالبا ما تكون المناسبة الاجتماعية لذلك هي جمع التبرعات.
استخدم المصطلح بداية في الولايات المتحدة الأمريكية ثم شاع استخدامه مؤخراً على نطاق واسع عبر العالم.